# Hada rufostigma
Hada rufostigma là một loài bướm đêm trong họ Noctuidae.